# Silnice II/293
Silnice II/293 je podkrkonošská silnice II. třídy spojující silnici I/16 s Krkonošemi. Délka silnice je asi 12 kilometrů.
Silnice II/293 začíná na Horkách u Staré Paky na křižovatce se silnicí I/16. Silnice I/16 zde jde přímo směr Trutnov, ale silnice II/293 odbočuje doleva směr Jilemnice, Vrchlabí přes Studenec. Hned za touto křižovatkou odbočuje doleva silnice III/2931 směr Nedaříž, Levínská Olešnice. Silnice II/293 pokračuje přímo na Jilemnici. Za čerpací stanicí v obci Studenec odbočuje silnice III/2932 doprava směr Bukovina u Čisté. Za touto křižovatkou u kostela odbočuje doleva silnice III/2933 směrem na Levínskou Olešnici. Silnice II/293 za oběma křižovatkami pokračuje přímo směr Jilemnice. V severní části Studence odbočuje ostře doleva silnice III/2934 a o 350 m dál, u restaurace Na Špici, odbočuje doprava silnice II/295 směrem na Vrchlabí. V obci Martinice v Krkonoších za železničním přejezdem s železniční tratí 040 odbočuje doprava silnice III/2951 směr Vrchlabí a za touto křižovatkou o několik metrů dál odbočuje doleva silnice III/2935 směr Zásadecko. Silnice II/293 za oběma křižovatkami pokračuje přímo směr Jilemnice. V krajní části Jilemnice odbočuje doprava silnice III/2936 směrem na Horní Brannou. Zde silnice pokračuje přímo až na kruhový objezd v Jilemnici se silnicí II/286, kde silnice II/293 končí.